# Micky Beisenherz

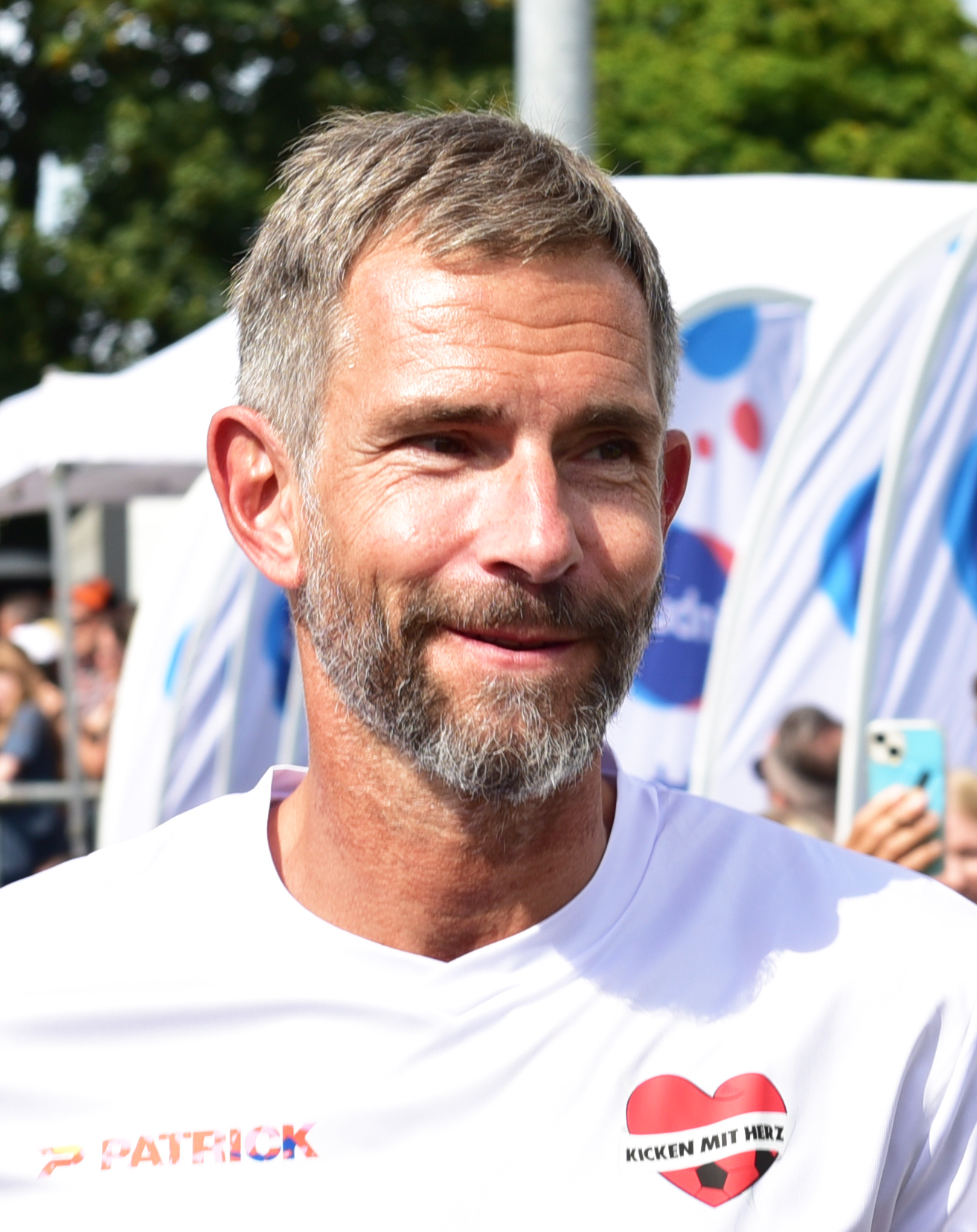
Micky Beisenherz bei Kicken mit Herz (2024)

Michael „Micky“ Beisenherz (* 28. Juni 1977 in Recklinghausen) ist ein deutscher Fernsehmoderator, Autor und Podcaster. Er ist Autor der RTL-Show Ich bin ein Star – Holt mich hier raus! und Host des Nachrichtenpodcasts  Apokalypse & Filterkaffee.

## Leben
Michael Beisenherz wuchs in Castrop-Rauxel-Henrichenburg auf, wo sein Onkel Johannes Beisenherz später Bürgermeister war. Seine Eltern waren Inhaber eines Klempner-Betriebs. Beisenherz besuchte ab 1987 das Adalbert-Stifter-Gymnasium in Castrop-Rauxel, an dem er 1997 seine Schulausbildung mit dem Abitur abschloss. Er studierte ein Semester Sozialwissenschaften an der Ruhr-Universität Bochum und arbeitete ein Jahr auf dem Bau. Im Alter von 19 Jahren nahm er an der Sat.1-Quizshow Hast du Worte? teil und gewann dort 11.000 D-Mark. Über ein Praktikum beim Lokalsender Radio Herne 90acht kam er zu Radio NRW.
Von 2012 bis Mai 2019 war Beisenherz mit Silja Haas, der Schwester von Dschungelcamp-Headautor Jens Oliver Haas, verheiratet. Aus der Ehe ging im Juli 2015 eine gemeinsame Tochter hervor. Seit 2019 ist er mit Nikki Hassan-Nia (auch Nicole Nia) liiert, die als Redakteurin und Moderatorin für den Nachrichtenpodcast Apokalypse & Filterkaffee und als Flugbegleiterin für die Lufthansa arbeitet. Beisenherz lebt in Hamburg. Er ist römisch-katholisch und Fan von Borussia Dortmund.

## Laufbahn
Bis zum Beginn seiner Fernsehkarriere arbeitete Beisenherz als Redakteur bei verschiedenen Radiosendern, darunter Radio NRW. Er gehörte zur Crew des Comedians Mario Barth. 2007 und 2008 moderierte er bei RTL II die Übertragung der Loveparade. Als Co-Moderator von Sonja Zietlow präsentierte er von 2010 bis 2012 beim gleichen Sender die vierzehnteilige Quizshow Der große deutsche …-Test. Beisenherz ist zudem gemeinsam mit Jens Oliver Haas als Autor für die RTL-Show Ich bin ein Star – Holt mich hier raus! tätig. 2011 agierte Beisenherz als Moderator des Programms German Angst im Rahmen des TVLabs bei ZDFneo. Im November des gleichen Jahres führte er gemeinsam mit Carolin Kebekus, Sido und Simon Gosejohann durch die ProSieben-Sendung Die nervigsten Deutschen. Des Weiteren war er einer der Autoren der heute-show, Hauptautor der Sendung Leute, Leute! sowie Gagschreiber für den Darsteller der Kunstfigur Atze Schröder.
Beisenherz moderierte 2012 auf RTL II Stadt, Land … – Promi-Spezial und zusammen mit Zietlow Guinness World Records – Wir holen den Rekord nach Deutschland. Zusammen mit Oliver Polak war er von 2015 bis 2018 in der Reihe Das Lachen der Anderen des Fernsehsenders WDR zu sehen. Von 2017 bis 2021 moderierten die beiden auch einen Podcast exklusiv für Audible-Abonnenten. Ab März 2022 wurde dieser Podcast von Beisenherz und Polak unter dem Titel Friendly Fire offen auf allen Plattformen fortgeführt.
Seit Juni 2016 schreibt er eine zweiwöchentlich erscheinende Kolumne für den Stern. Außerdem schreibt er regelmäßig für die Süddeutsche Zeitung und für die Serie „Guter Stoff“ in der Zeit.
Gemeinsam mit Susan Link moderiert er seit 2017 die WDR-Fernseh-Talkshow Kölner Treff zunächst als regelmäßige Vertretung von Bettina Böttinger und schließlich seit November 2023 in deren Nachfolge. Von 2019 bis 2020 moderierte er die satirische Talkshow Artikel 5 auf MagentaTV. Seit Februar 2020 moderiert er die Talkshow #timeline auf n-tv, die seit August 2021 #beisenherz heißt und Ende 2024 eingestellt wurde. Seit 2020 moderiert Beisenherz den Nachrichten-Podcast Apokalypse & Filterkaffee, der 2022 einer der meistgehörten deutschsprachigen Podcasts war.

## Auszeichnungen
- 2006: Axel-Springer-Preis für junge Journalisten, Kategorie Hörfunk, 3. Preis für „Die Schrödershow in der Berliner Runde“, gesendet am 19. September 2005 von Radio NRW[30]

## Podcasts

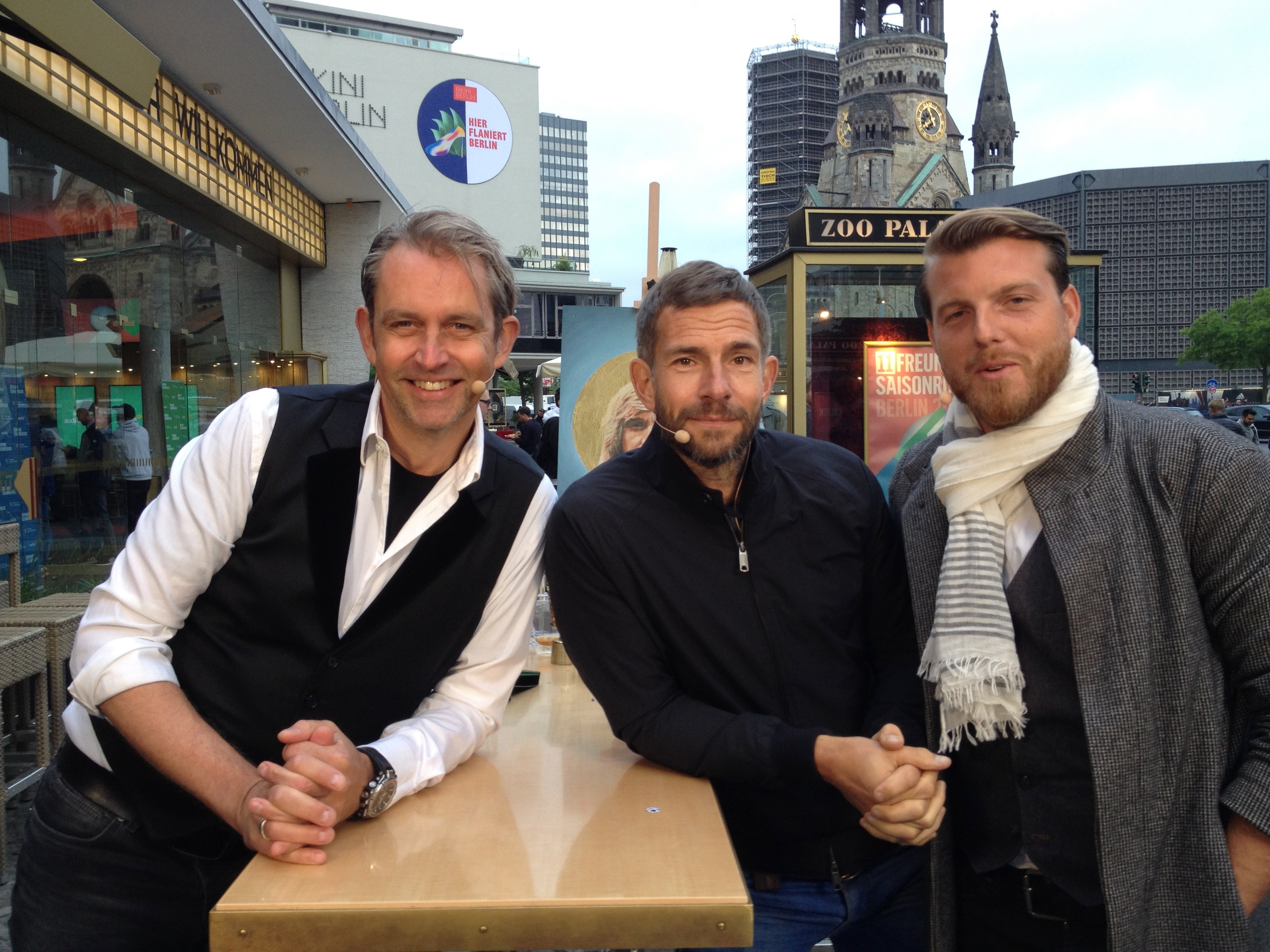
Das Fussball-MML-Podcast-Trio (von links) Maik Nöcker, Micky Beisenherz und Lucas Vogelsang (2018)

- 2017–2021: Juwelen im Morast der Langeweile, Moderator zusammen mit Oliver Polak
- seit 2017: Fussball MML, Moderator zusammen mit Maik Nöcker und Lucas Vogelsang
- seit 2020: Apokalypse & Filterkaffee, Moderator
- seit 2022: Friendly Fire, Moderator zusammen mit Oliver Polak[31]

## Film und Fernsehen
- 2008: Happy Otto! Wir haben Grund zum Feiern …
- 2008: Der große Comedy Adventskalender
- 2010–2012: Der große deutsche …
- 2012: Die Pyramide
- 2012: Stadt, Land … – Promi-Spezial
- 2012–2013: Guinness World Records – Wir holen den Rekord nach Deutschland
- 2014: Hape Kerkeling: Keine Geburtstagsshow! (Autor, Gastauftritt)
- 2014–2015: WUMMS! Die Sportshow
- 2015: Jetzt wird’s schräg (Gastauftritt)
- 2015–2017: Das Duell um die Geld (als Kommentator)
- 2015–2018: Das Lachen der Anderen
- 2016–2017: Mitfahr-Randale – Wer aussteigt, verliert
- 2017: Die Beste Show der Welt (Gastmoderator)
- 2017–: Kölner Treff (Moderation)
- 2018: WM Kwartira (Late Night zur Fußball-Weltmeisterschaft 2018 zusammen mit Jörg Thadeusz)
- 2018: Ultimate Beastmaster, Staffel 3 (als Kommentator, mit Jeannine Michaelsen)[32]
- 2019: Artikel 5 mit Micky Beisenherz (Moderator)[33]
- 2020: Grill den Henssler (Gastauftritt)
- 2020–2021: Joko & Klaas gegen ProSieben (Gastauftritte)
- 2020–2024: #beisenherz (n-tv, Moderation)
- 2021: Das Duell um die Welt – Team Joko gegen Team Klaas (Gastauftritt)
- 2021: Sportschau Club
- 2023: jerks. (Gastauftritt)
- 2024: Das Duell um die Geld (Gastauftritt)

## Bücher
- Bedienungsanleitung Mann – so macht Frau ihn funktionstüchtig. Fischer, Frankfurt am Main 2010, ISBN 978-3-596-18675-4.
- Zum Traumpaar in 30 Tagen. Langenscheidt, Berlin u. a. 2012, ISBN 978-3-468-73839-5.
- … und zur Apokalypse gibt es Filterkaffee: Dinge, von denen ich nichts verstehe, über die ich aber trotzdem schreibe. Rowohlt, Reinbek 2019, ISBN 978-3-499-63429-1.
- Schreib oder Stirb. Droemer, München 2022, ISBN 978-3-426-28273-1 (zusammen mit Sebastian Fitzek).